# Martín Palermo
Martín Palermo, född 7 november 1973 i La Plata, Buenos Aires, Argentina, är en argentinsk före detta fotbollsspelare som spelade för Boca Juniors. 

## Klubbar
- Club Estudiantes de La Plata 1991–1997
- Boca Juniors  1997–2000
- Villarreal CF  2001–2003
- Real Betis  2003
- Alavés  2004
- Boca Juniors  2004–2011

## Enskilda prestationer
Palermo finns med i Guinness Rekordbok för att ha lyckats missa tre straffar under samma match mot Colombia i Copa America 1999.